# Pierre Gambacorta
Pierre Gambacorta, dit Pierre de Pise (Pise, 15 février 1355 - Venise, 17 juin 1435) est un religieux italien fondateur des pauvres ermites de Saint Jérôme reconnu comme bienheureux par l'Église catholique. Il est le frère de la bienheureuse Claire Gambacorti.

## Biographie

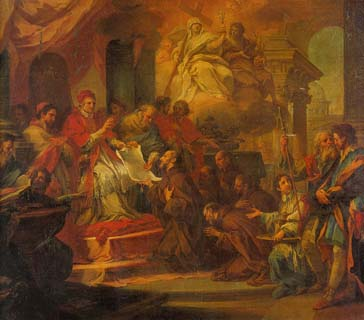
Urbain VI approuve la règle de Pierre de Pise, Sebastiano Conca,.

Il naît  dans la république de Pise, la puissante famille pisane des Gambacorti (it). Vers l'âge de 22 ans, il connaît une conversion de vie fulgurante et décide de vivre en ermite mendiant. Il s'installe sur le mont Cesana, près d'Urbino, en 1380. Il vit d'aumônes et habite dans un cabanon en se soumettant à des pénitences. Il est aussi admis dans le Tiers-Ordre franciscain. Il finit par réunir des jeunes hommes délinquants qu'il convertit. C'est le début de la fondation de la congrégation des Pauvres ermites de saint Jérôme. La règle est approuvée par Urbain VI. Avec le bienheureux Nicolas de Forca Palena (1349-1449), il fonde une communauté à Rome, sur le Janicule.
La congrégation reçoit une approbation temporaire par Martin V en 1420, puis définitive par Eugène IV en 1446. Il est béatifié par Innocent XII, le 9 novembre 1693. Pierre de Pise meurt en 1435. Il est enterré en l'église Saint-Jérôme de Venise. La congrégation est dissoute par Pie XI, le 12 janvier 1933.